# Манчестер у моря
«Манчестер у моря» (англ. Manchester by the Sea) — американский драматический фильм 2016 года режиссёра Кеннета Лонергана, в котором снялись Кейси Аффлек, Мишель Уильямс, Кайл Чендлер и Лукас Хеджес. Вращаясь вокруг тем депрессии, чувства вины, горя, ответственности, дисфункциональных семей и посттравматического стрессового расстройства, сюжет повествует о подавленном и убитом горем мужчине, который становится законным опекуном своего племянника-подростка после смерти своего брата.
Премьера фильма состоялась на кинофестивале Сандэнс 23 января 2016 года, и Amazon Studios взяла его в прокат. Съёмки фильма «Манчестер у моря» проходили в марте и апреле 2015 года в одноимённом городке Массачусетса и других городах штата, таких, как Беверли, Эссекс, Глостер, Свампскотт, Линн, Миддлтон, Тьюксбери и Сейлем. Ограниченный выпуск фильма начался 18 ноября 2016 года, а широкий — 16 декабря 2016 года. Он собрал 79 миллионов долларов по всему миру при бюджете в 9 миллионов долларов.
Фильм получил признание критиков и был широко признан одним из лучших фильмов 2016 года; национальный совет кинокритиков США назвал его лучшим фильмом 2016 года. Критики похвалили игру Аффлека, Хеджеса и Уильямс, а также сценарий и режиссуру Лонергана. На 89-й церемонии вручения премии «Оскар» «Манчестер у моря» получил премии «Оскар» за лучшую мужскую роль для Аффлека и лучший оригинальный сценарий, а также дополнительные номинации на лучший фильм, лучшую режиссуру, лучшую мужскую роль второго плана (Хеджес) и лучшую женскую роль второго плана (Уильямс). Аффлек также получил премию «Золотой глобус» за лучшую мужскую роль — драма; фильм также был номинирован в четырёх других категориях. Британская академия киноискусства номинировала картину на 6 наград, из которых Аффлек получил «Лучшую мужскую роль в главной роли» и «Лучший оригинальный сценарий». С тех пор он считается одним из лучших фильмов XXI века.

## Сюжет
Ли Чендлер (Кейси Аффлек) работает слесарем и живёт одиноко в подвальной квартире в Куинси (Массачусетс). Он получает сообщение, что его брат Джо, работающий рыбаком, перенес  остановку сердца. Джо умирает, прежде чем Ли добрался до больницы. Ли настаивает на том, чтобы именно он рассказал, Патрику (Лукас Хеджес), сыну Джо, о смерти его отца. Собираясь организовать похороны, они выясняют, что тело Джо нельзя похоронить до весны пока земля не оттает. Ли остаётся в Манчестере-у-моря, штат Массачусетс, до похорон.
Ли встречается с адвокатом своего брата и шокирован, узнав, что Джо назвал его законным опекуном Патрика. Во флешбэке рассказывается, что когда-то Ли жил в Манчестере со своей тогдашней женой Рэнди и их тремя маленькими детьми. Его халатность в состоянии алкогольного опьянения привела к пожару в доме, в результате чего погибли дети. Ему не было предъявлено никаких уголовных обвинений, но после допроса в полицейском участке Ли выхватил пистолет из кобуры офицера и попытался совершить самоубийство. Он и его жена развелись, и Ли покинул город. В свете этих событий Ли неохотно берет на себя обязательство по опекунству и не желает возвращаться в Манчестер, где местные жители относятся к нему как к изгою из-за того случая.
Он планирует, что Патрик переедет с ним в Бостон, но Патрик сильно привязался к Манчестеру и решительно возражает против идеи переезда. Ли говорит, что останется только до конца учебного года. Со временем Патрик и Ли восстанавливают свою дружбу, несмотря на конфликты по поводу лодки Джо, подруг Патрика и их будущих жизненных планов.
Во флешбэке показано, что Элис (Гретчен Мол), мать Патрика, злоупотребляла алкоголем и бросила семью. Поэтому Ли против воссоединения Патрика с матерью. Патрик пишет Элис о смерти Джо, и она приглашает его пообедать. Она посвятила себя христианству и трезвости со своим женихом Джеффри, но во время неловкой трапезы Патрик оказывается не в состоянии вновь породниться со своей матерью. Он ещё больше обеспокоился, когда Джеффри посылает ему письма по электронной почте, настаивая на том, чтобы быть посредником в любом будущем общении между Патриком и его матерью. Последующие положительные комментарии Ли о трезвости Элис натолкнули Патрика на мысль, что его дядя пытается избавиться от него.  Ли отрицает эти предположения. В ответ на эти проблемы в отношениях, Ли предпринимает шаги, чтобы подольше остаться в Манчестере, и начинает искать способы проводить больше времени с Патриком.
Ли сталкивается со своей бывшей женой Рэнди и её новорожденным ребёнком Диланом. Плачущая Рэнди сожалеет по поводу взаимоотношений с Ли во время их развода и приглашает его на обед. Ли не принимает её извинения, чувствуя, что он этого не заслуживает. Рэнди настаивает на воссоединении и умоляет его не «просто умереть», но Ли уходит до момента, когда проявит эмоции. Отчаявшись, пьяный Ли устраивает в баре драку с незнакомцами и его вырубают. Он просыпается в гостиной друга семьи Джорджа и начинает плакать. Дома Патрик сочувствует дяде, видя его состояние, а также видя фотографии умерших детей в спальне Ли.
Ли добивается, чтобы Джордж и его жена усыновили Патрика, чтобы подросток мог остаться в Манчестере, пока Ли работает в Бостоне. Во время прогулки после  похоронной службы Ли говорит Патрику, что он ищет жильё в Бостоне с дополнительной комнатой, чтобы Патрик мог навещать его, когда захочет. В финальной сцене Ли и Патрик ловят рыбу на отремонтированной лодке Джо, которую Патрик унаследовал.

## В ролях
- Кейси Аффлек — Ли Чендлер
- Лукас Хеджес — Патрик Чендлер, племянник Ли
- Мишель Уильямс — Рэнди Чендлер, бывшая жена Ли
- Кайл Чендлер — Джои Чендлер, брат Ли и отец Патрика
- Гретчен Мол — Элис Чендлер, бывшая жена Джо  и мать Патрика
- «Си Джей» Уилсон[англ.] — Джордж, друг семьи Чендлеров
- Тейт Донован — хоккейный тренер
- Кара Хэйуорд — Сильви МакГанн
- Эрика Макдермотт — Сью
- Мэттью Бродерик — Джеффри, жених Элис
- Хизер Бёрнс — Джилл, мать Сэнди
- Анна Барышников — Сэнди
- Стивен Хендерсон —  мистер Эмери, босс Ли
- Кеннет Лонерган — камео, пешеход в Манчестере

## Производство
Основные съёмки фильма проходили в Новой Англии. Съёмочный процесс начался 23 марта 2015 года в городке с одноимённым названием Манчестер-у-моря, штат Массачусетс.

## Критика
Фильм удостоен высоких оценок мировых критиков. На сайте-агрегаторе рецензий Rotten Tomatoes кинолента имеет рейтинг 95 % на основе 295 отзывов со средним баллом 8,8 из 10. На сайте Metacritic фильм имеет 96 баллов из 100 на основе 52 отзывов.
Был включён в подавляющее большинство списков лучших фильмов года.

## Награды
| Награды и номинации                 | Награды и номинации               | Награды и номинации                                                | Награды и номинации | Награды и номинации |
| Награда                             | Категория                         | Номинант(-ы)                                                       | Результат           |                     |
| ----------------------------------- | --------------------------------- | ------------------------------------------------------------------ | ------------------- | ------------------- |
| «Оскар»                             | Лучший фильм                      | Мэтт Деймон, Кимберли Стюард, Крис Мур, Лорен Бек и Кевин Дж. Уолш | Номинация           |                     |
| «Оскар»                             | Лучший режиссёр                   | Кеннет Лонерган                                                    | Номинация           |                     |
| «Оскар»                             | Лучшая мужская роль               | Кейси Аффлек                                                       | Победа              |                     |
| «Оскар»                             | Лучшая мужская роль второго плана | Лукас Хеджес                                                       | Номинация           |                     |
| «Оскар»                             | Лучшая женская роль второго плана | Мишель Уильямс                                                     | Номинация           |                     |
| «Оскар»                             | Лучший оригинальный сценарий      | Кеннет Лонерган                                                    | Победа              |                     |
| «Золотой глобус»                    | Лучший фильм — драма              |                                                                    | Номинация           |                     |
| «Золотой глобус»                    | Лучший режиссёр                   | Кеннет Лонерган                                                    | Номинация           |                     |
| «Золотой глобус»                    | Лучшая мужская роль — драма       | Кейси Аффлек                                                       | Победа              |                     |
| «Золотой глобус»                    | Лучшая женская роль второго плана | Мишель Уильямс                                                     | Номинация           |                     |
| «Золотой глобус»                    | Лучший сценарий                   | Кеннет Лонерган                                                    | Номинация           |                     |
| BAFTA                               | Лучший фильм                      | Лорен Бек, Мэтт Деймон, Крис Мур, Кимберли Стюарт, Кевин Джей Уолш | Номинация           |                     |
| BAFTA                               | Лучший режиссёр                   | Кеннет Лонерган                                                    | Номинация           |                     |
| BAFTA                               | Лучшая мужская роль               | Кейси Аффлек                                                       | Победа              |                     |
| BAFTA                               | Лучшая женская роль второго плана | Мишель Уильямс                                                     | Номинация           |                     |
| BAFTA                               | Лучший оригинальный сценарий      | Кеннет Лонерган                                                    | Победа              |                     |
| BAFTA                               | Лучший монтаж                     | Дженнифер Лейм                                                     | Номинация           |                     |
| «Выбор критиков»                    | Лучший фильм                      |                                                                    | Номинация           |                     |
| «Выбор критиков»                    | Лучший режиссёр                   | Кеннет Лонерган                                                    | Номинация           |                     |
| «Выбор критиков»                    | Лучшая мужская роль               | Кейси Аффлек                                                       | Победа              |                     |
| «Выбор критиков»                    | Лучшая мужская роль второго плана | Лукас Хеджес                                                       | Номинация           |                     |
| «Выбор критиков»                    | Лучшая женская роль второго плана | Мишель Уильямс                                                     | Номинация           |                     |
| «Выбор критиков»                    | Лучший молодой актёр              | Лукас Хеджес                                                       | Победа              |                     |
| «Выбор критиков»                    | Лучший оригинальный сценарий      | Кеннет Лонерган                                                    | Победа              |                     |
| «Выбор критиков»                    | Лучший актёрский ансамбль         |                                                                    | Номинация           |                     |
| Национальный совет кинокритиков США | Лучший фильм                      |                                                                    | Победа              |                     |
| Национальный совет кинокритиков США | 10 лучших фильмов года            |                                                                    | Победа              |                     |
| Национальный совет кинокритиков США | Лучшая мужская роль               | Кейси Аффлек                                                       | Победа              |                     |
| Национальный совет кинокритиков США | Лучший оригинальный сценарий      | Кеннет Лонерган                                                    | Победа              |                     |
| Национальный совет кинокритиков США | Мужской прорыв года               | Лукас Хеджес                                                       | Победа              |                     |
| «Готэм»                             | Лучший фильм                      |                                                                    | Номинация           |                     |
| «Готэм»                             | Лучшая мужская роль               | Кейси Аффлек                                                       | Победа              |                     |
| «Готэм»                             | Лучший сценарий                   | Кеннет Лонерган                                                    | Номинация           |                     |
| «Готэм»                             | Актёрский прорыв                  | Лукас Хеджес                                                       | Номинация           |                     |
| «Готэм»                             | Audience Award                    |                                                                    | Номинация           |                     |
| New York Film Critics Circle        | Лучшая мужская роль               | Кейси Аффлек                                                       | Победа              |                     |
| New York Film Critics Circle        | Лучшая женская роль второго плана | Мишель Уильямс                                                     | Победа              |                     |
| New York Film Critics Circle        | Лучший сценарий                   | Кеннет Лонерган                                                    | Победа              |                     |
| «Независимый дух»                   | Лучший фильм                      |                                                                    | Номинация           |                     |
| «Независимый дух»                   | Лучшая мужская роль               | Кейси Аффлек                                                       | Победа              |                     |
| «Независимый дух»                   | Лучшая мужская роль второго плана | Лукас Хеджес                                                       | Номинация           |                     |
| «Независимый дух»                   | Лучший сценарий                   | Кеннет Лонерган                                                    | Номинация           |                     |
| «Независимый дух»                   | Лучший монтаж                     | Дженнифер Лэйм                                                     | Номинация           |                     |
| «Спутник»                           | Лучший фильм                      |                                                                    | Победа              |                     |
| «Спутник»                           | Лучший режиссёр                   | Кеннет Лонерган                                                    | Победа              |                     |
| «Спутник»                           | Лучшая мужская роль               | Кейси Аффлек                                                       | Номинация           |                     |
| «Спутник»                           | Лучшая мужская роль второго плана | Лукас Хеджес                                                       | Номинация           |                     |
| «Спутник»                           | Лучшая женская роль второго плана | Мишель Уильямс                                                     | Номинация           |                     |
| «Спутник»                           | Лучший оригинальный сценарий      | Кеннет Лонерган                                                    | Номинация           |                     |
| «Спутник»                           | Лучшая музыка к фильму            | Лесли Барбер                                                       | Номинация           |                     |
| Премия Гильдии режиссёров США       | Лучший режиссёр                   | Кеннет Лонерган                                                    | Номинация           |                     |
| Премия Гильдии продюсеров США       | Лучший фильм                      | Лорен Бек, Мэтт Деймон, Крис Мур, Кимберли Стюарт, Кевин Джей Уолш | Номинация           |                     |
| Премия Гильдии киноактёров США      | Лучший актёрский состав           |                                                                    | Номинация           |                     |
| Премия Гильдии киноактёров США      | Лучшая мужская роль               | Кейси Аффлек                                                       | Номинация           |                     |
| Премия Гильдии киноактёров США      | Лучшая мужская роль второго плана | Лукас Хеджес                                                       | Номинация           |                     |
| Премия Гильдии киноактёров США      | Лучшая женская роль второго плана | Мишель Уильямс                                                     | Номинация           |                     |
| Премия Гильдии сценаристов США      | Лучший оригинальный сценарий      | Кеннет Лонерган                                                    | Номинация           |                     |